# Omichi Hiroyuki
Hiroyuki Omichi (sinh ngày 25 tháng 6 năm 1987) là một cầu thủ bóng đá người Nhật Bản.

## Sự nghiệp câu lạc bộ
Hiroyuki Omichi đã từng chơi cho Kashima Antlers, Fagiano Okayama, AC Nagano Parceiro và Grulla Morioka.